# Universitatea Kyoto
Universitatea Kyoto (京都大学 Kyōto daigaku?), sau Kyodai (京大 Kyōdai?) este o instituție de învățământ superior înființată în Kyoto, Japonia în anul 1897.

## Istorie
Deși Universitatea Kyoto a fost înființată în 1897, sub denumirea de Universitatea Imperială din Kyoto, tradiția ei academică poate fi urmărită până în perioada Edo. În 1947 universitatea a primit denumirea sa actuală, iar în 1949, ca rezultat al reformei sistemului de învățământ, ea a devenit universitate națională.